# Lütterz
Lütterz ist der kleinste Ortsteil der Gemeinde Großenlüder im osthessischen Landkreis Fulda.

## Geographie
Der Ort liegt 3 km östlich von Großenlüder oberhalb der Lüder. In Lütterz gibt es keine Straßenbezeichnungen, sondern nur Hausnummern, nach denen sich Einwohner, Postboten, Lieferanten und Besucher orientieren müssen.
Aktuelle und historische Siedlungsplätze
Quelle: Historisches Ortslexikon
- Burg Lütterz (Bollheide)[3]
- Wüstung Meinerts[4]
- Schmerhof[5]

## Geschichte

### Ortsgeschichte
Erstmals schriftlich erwähnt wurde der Ort im Jahre 1058. Früher stand am südlichen Ortsrand eine Kemenate. Im Wald gab es eine Burg.
Im Jahr 1928 erfolgt die Eingemeindung von Teilen des aufgelösten Gutsbezirks Forst Großenlüder.
Zum 1. August 1972 wurde der bis dahin selbständige Gemeinde Lütterz im Zuge der Gebietsreform in Hessen in die Gemeinde Großenlüder kraft Landesgesetz eingemeindet. Für Lütterz, wie für alle im Zuge der Gebietsreform nach Großenlüder eingegliederten Gemeinden, wurde ein Ortsbezirk gebildet.

### Verwaltungsgeschichte im Überblick
Die folgende Liste zeigt die Staaten und Verwaltungseinheiten, denen Lütterz angehört(e):
- vor 1803: Heiliges Römisches Reich, Hochstift Fulda, Gericht/Oberamt Lüder
- 1803–1806: Heiliges Römisches Reich, Fürstentum Nassau-Oranien-Fulda, Amt Großenlüder[Anm. 2] Fürstentum Fulda, Amt Blankenau
- 1806–1810: Kaiserreich Frankreich,[Anm. 3] Fürstentum Fulda (Militärverwaltung)
- 1810–1813: Großherzogtum Frankfurt, Departement Fulda, Distrikt Großenlüder
- ab 1816: Kurfürstentum Hessen, Großherzogtum Fulda, Amt Großenlüder[10]
- ab 1821: Kurfürstentum Hessen, Provinz Fulda, Kreis Fulda[Anm. 4]
- ab 1848: Kurfürstentum Hessen, Bezirk Fulda
- ab 1851: Kurfürstentum Hessen, Provinz Fulda, Kreis Fulda
- ab 1867: Norddeutscher Bund,[Anm. 5] Königreich Preußen,[Anm. 6] Provinz Hessen-Nassau, Regierungsbezirk Kassel, Kreis Fulda
- ab 1871: Deutsches Reich,  Königreich Preußen, Provinz Hessen-Nassau, Regierungsbezirk Kassel, Kreis Fulda
- ab 1918: Deutsches Reich, Freistaat Preußen, Provinz Hessen-Nassau, Regierungsbezirk Kassel, Kreis Fulda
- ab 1944: Deutsches Reich, Freistaat Preußen, Provinz Kurhessen, Landkreis Fulda
- ab 1945: Deutsches Reich, Amerikanische Besatzungszone,[Anm. 7] Groß-Hessen, Regierungsbezirk Kassel, Landkreis Fulda
- ab 1946: Deutsches Reich, Amerikanische Besatzungszone, Hessen, Regierungsbezirk Kassel, Landkreis Fulda
- ab 1949: Bundesrepublik Deutschland, Hessen, Regierungsbezirk Kassel, Landkreis Fulda
- ab 1972: Bundesrepublik Deutschland, Hessen, Regierungsbezirk Kassel, Landkreis Fulda, Gemeinde Großenlüder

## Bevölkerung

### Einwohnerstruktur 2011
Nach den Erhebungen des Zensus 2011 lebten am Stichtag, dem 9. Mai 2011, in Lütterz 81 Einwohner. Darunter waren keine Ausländer.
Nach dem Lebensalter waren 15 Einwohner unter 18 Jahren, 36 zwischen 18 und 49, 21 zwischen 50 und 64 und 12 Einwohner waren älter.
Die Einwohner lebten in 30 Haushalten. Davon waren 9 Singlehaushalte, 6 Paare ohne Kinder und 12 Paare mit Kindern, sowie 36 Alleinerziehende und keine Wohngemeinschaften. In keinem Haushalt lebten ausschließlich Senioren und in 24 Haushalten lebten keine Senioren.

### Einwohnerentwicklung
- 1812: 14 Feuerstellen, 102 Seelen[1]

| Lütterz: Einwohnerzahlen von 1812 bis 2024 | Lütterz: Einwohnerzahlen von 1812 bis 2024 | Lütterz: Einwohnerzahlen von 1812 bis 2024 | Lütterz: Einwohnerzahlen von 1812 bis 2024 | Lütterz: Einwohnerzahlen von 1812 bis 2024 |
| --- | ------------------------------------------ | ------------------------------------------ | ------------------------------------------ | ------------------------------------------ |
| Jahr |                                            |                                            |                                            | Einwohner                                  |
| 1812 | 1812                                       |                                            | 102                                        | 102                                        |
| 1834 | 1834                                       |                                            | 134                                        | 134                                        |
| 1840 | 1840                                       |                                            | 140                                        | 140                                        |
| 1846 | 1846                                       |                                            | 125                                        | 125                                        |
| 1852 | 1852                                       |                                            | 116                                        | 116                                        |
| 1858 | 1858                                       |                                            | 118                                        | 118                                        |
| 1864 | 1864                                       |                                            | 124                                        | 124                                        |
| 1871 | 1871                                       |                                            | 106                                        | 106                                        |
| 1875 | 1875                                       |                                            | 96                                         | 96                                         |
| 1885 | 1885                                       |                                            | 93                                         | 93                                         |
| 1895 | 1895                                       |                                            | 103                                        | 103                                        |
| 1905 | 1905                                       |                                            | 98                                         | 98                                         |
| 1910 | 1910                                       |                                            | 109                                        | 109                                        |
| 1925 | 1925                                       |                                            | 112                                        | 112                                        |
| 1939 | 1939                                       |                                            | 124                                        | 124                                        |
| 1946 | 1946                                       |                                            | 156                                        | 156                                        |
| 1950 | 1950                                       |                                            | 156                                        | 156                                        |
| 1956 | 1956                                       |                                            | 102                                        | 102                                        |
| 1961 | 1961                                       |                                            | 96                                         | 96                                         |
| 1967 | 1967                                       |                                            | 100                                        | 100                                        |
| 1970 | 1970                                       |                                            | 95                                         | 95                                         |
| 1982 | 1982                                       |                                            | 79                                         | 79                                         |
| 1990 | 1990                                       |                                            | 69                                         | 69                                         |
| 1995 | 1995                                       |                                            | 68                                         | 68                                         |
| 2000 | 2000                                       |                                            | 79                                         | 79                                         |
| 2005 | 2005                                       |                                            | 86                                         | 86                                         |
| 2010 | 2010                                       |                                            | 76                                         | 76                                         |
| 2011 | 2011                                       |                                            | 81                                         | 81                                         |
| 2015 | 2015                                       |                                            | 76                                         | 76                                         |
| 2020 | 2020                                       |                                            | 73                                         | 73                                         |
| 2024 | 2024                                       |                                            | 86                                         | 86                                         |
| Datenquelle: Historisches Gemeindeverzeichnis für Hessen: Die Bevölkerung der Gemeinden 1834 bis 1967. Wiesbaden: Hessisches Statistisches Landesamt, 1968. Weitere Quellen: LAGIS; Gemeinde Großenlüder; Zensus 2011 |                                            |                                            |                                            |                                            |

### Religionszugehörigkeit

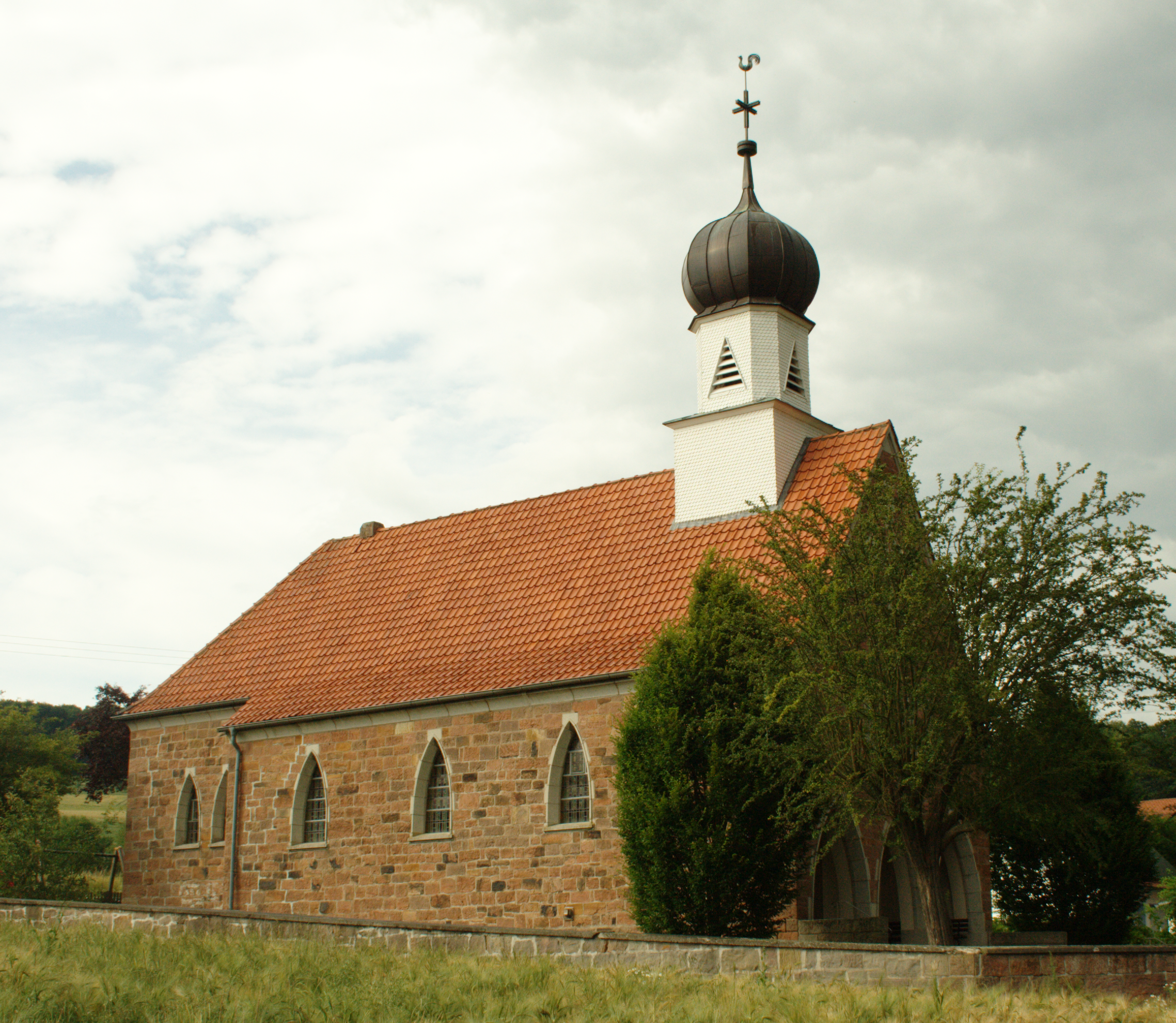
Die neue Kirche
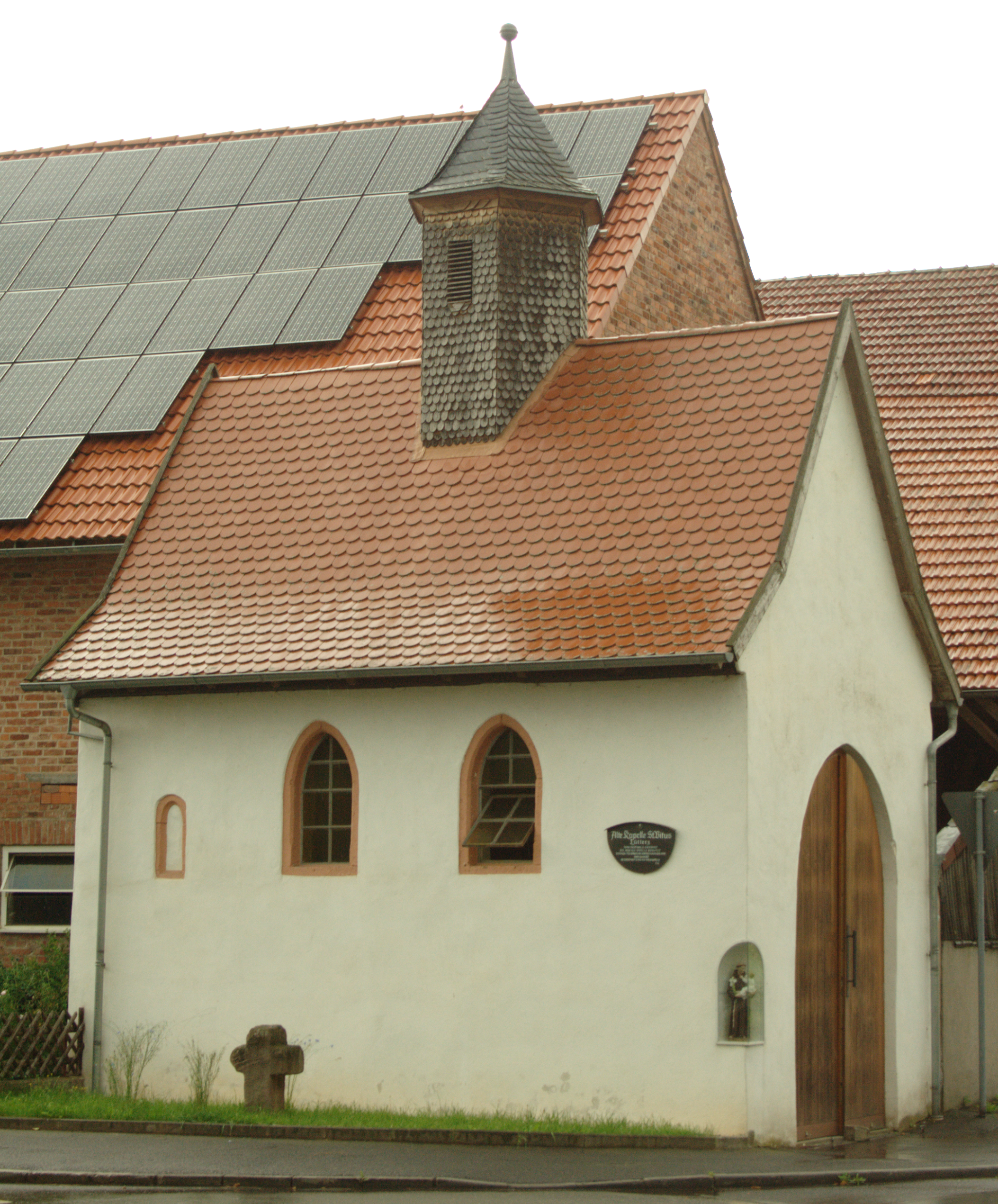
Die alte St. Vitus Kapelle

Da Lütterz zum Herrschaftsbereich des Klosters Fulda gehörte, blieb die Dorfbevölkerung katholisch und ist es auch mehrheitlich noch heute:
| • 1885: | 91 katholische, zwei andere christliche Einwohner |
| • 1961: | 95 katholische, ein evangelischer Einwohner       |

## Politik
Für Lütterz besteht ein Ortsbezirk (Gebiet der ehemaligen Gemeinde Lütterz) mit Ortsbeirat und Ortsvorsteher nach der Hessischen Gemeindeordnung.
Der Ortsbeirat besteht aus fünf Mitgliedern. Bei den Kommunalwahlen in Hessen 2021 betrug die Wahlbeteiligung zum Ortsbeirat 78,13 %. Dabei wurden gewählt: zwei Mitglieder der CDU und drei Mitglieder der Unabhängigen Bürgerliste (UBL). Der Ortsbeirat wählte Detlef Pitzer-Statt (UBL) zum Ortsvorsteher.